# Château-sur-Epte
Château-sur-Epte település Franciaországban, Eure megyében. Lakosainak száma 626 fő (2022. január 1.). Château-sur-Epte Authevernes, Guerny, Saint-Clair-sur-Epte és Vexin-sur-Epte községekkel határos.

## Népesség
A település népességének változása:
| Lakosok száma | 404  | 357  | 632  | 590  | 609  | 600  | 569  | 556  | 559  | 626  |
|               | 1968 | 1982 | 1990 | 2006 | 2013 | 2015 | 2017 | 2019 | 2020 | 2022 |